# Heteropelma inclinum
Heteropelma inclinum là một loài tò vò trong họ Ichneumonidae.